# Municipio de Geneva (Nebraska)
El municipio de Geneva (en inglés: Geneva Township) es un municipio ubicado en el condado de Fillmore en el estado estadounidense de Nebraska. En el año 2010 tenía una población de 1327 habitantes y una densidad poblacional de 14,24 personas por km².

## Geografía
El municipio de Geneva se encuentra ubicado en las coordenadas 40°34′29″N 97°38′43″O / 40.57472, -97.64528. Según la Oficina del Censo de los Estados Unidos, el municipio tiene una superficie total de 93.21 km², de la cual 93,19 km² corresponden a tierra firme y (0,02 %) 0,02 km² es agua.

## Demografía
Según el censo de 2010, había 1327 personas residiendo en el municipio de Geneva. La densidad de población era de 14,24 hab./km². De los 1327 habitantes, el municipio de Geneva estaba compuesto por el 95,1 % blancos, el 1,66 % eran afroamericanos, el 0,75 % eran amerindios, el 1,21 % eran de otras razas y el 1,28 % eran de una mezcla de razas. Del total de la población el 4,07 % eran hispanos o latinos de cualquier raza.